# Les Deux Vies de Baudouin
Les Deux Vies de Baudouin est un roman graphique de Fabien Toulmé publié en 2017.
Les sujets abordés sont les liens familiaux et la réalisation personnelle.

## Résumé
Baudouin travaille comme juriste dans une grande société, à La Défense en région parisienne. Un métier qu'il n'a pas choisi et qui l'ennuie profondément. Il compte les jours qui le séparent de la retraite. Très timide, il n'a jamais trouvé de compagne et vit seul avec son chat. Il doit en outre subir quotidiennement les brimades de son supérieur hiérarchique Jean-Marc. Passionné de rock, il rêvait adolescent d'être guitariste dans un groupe.
Sa vie est très différente de celle de son frère ainé Luc. Médecin, Luc travaille pour une organisation non-gouvernementale et enchaine les missions en Afrique. Il plaît aux femmes et fait de nombreuses conquêtes. Il essaie de convaincre Baudouin de quitter cette vie qui ne lui convient pas pour vivre ses rêves. 
Un matin, Baudouin trouve sur son corps une excroissance bizarre. Il en parle à Luc, qui lui dit d'abord que c'est sans doute anodin, puis l'envoie voir un cancérologue réputé. Celui-ci lui annonce qu'il souffre d'un cancer incurable, avec de nombreuses métastases, et qu'il ne lui reste que quelques mois à vivre. Il lui conseille de profiter du temps qui lui reste au lieu de tenter des traitements lourds et pénibles qui ne le sauveront de toute façon pas. 
Sur les conseils de Luc, Baudouin rédige une liste des choses qu'il souhaiterait faire avant sa mort. Il quitte son travail et part au Bénin avec lui. Il découvre le pays, rejoint un groupe de musiciens comme guitariste, donne des concerts avec eux et fait la connaissance de Florence, une expatriée à laquelle son entreprise a proposé un poste à Cotonou. Elle lui avoue qu'elle l'admire d'avoir eu le courage de quitter son travail pour vivre ses rêves, et qu'elle aimerait faire pareil et ouvrir un restaurant. Baudouin n'arrive pas à lui avouer que ses jours sont comptés. 
Luc lui propose une petite excursion au bord du lac Nokoué, et ils y passent une nuit dans une paillotte sur pilotis. Au matin, Baudouin est surpris de voir que Luc est parti sans prévenir. Il lui a laissé une lettre dans laquelle il lui explique qu'il n'a pas de cancer, mais que c'est lui, Luc, qui souffre d'un cancer incurable. Il a demandé à son cancérologue de mentir à Baudouin car il estimait que c'était la seule façon de le pousser à changer radicalement de vie. 
Quelques semaines plus tard, Baudouin participe aux obsèques de Luc. Il ouvre par la suite un restaurant avec Florence, Les deux Vies, situé sur une plage au Bénin. Florence est enceinte, et Baudouin remercie Luc de lui avoir donné le courage de changer de vie.
L'histoire comprend de multiples flashbacks sur l'enfance, l'adolescence et l'entrée dans l'âge adulte de Baudouin. 

## Personnages
- Baudouin Dutil : au début du livre, il travaille comme juriste dans une grande entreprise et est très insatisfait de sa vie. Se croyant atteint d'une maladie incurable, il va quitter son emploi et la France pour refaire sa vie en Afrique où il trouvera l'amour.
- Luc Dutil, frère ainé de Baudouin : Médecin, il travaille en Afrique pour une ONG. Atteint d'un cancer incurable qui ne lui laisse que peu de temps à vivre, il va mentir à Baudouin en lui faisant croire que c'est lui qui a un cancer, afin de le pousser à quitter une vie qui le rend profondément malheureux.
- Susanne et Georges Dutil : parents de Luc et Baudouin. Ils prônent une vie "raisonnable", souhaitent que leurs fils aient une "bonne situation", un bon salaire, une famille et des enfants.
- Jean-Marc Rivière : supérieur hiérarchique de Baudouin au début du livre, il le méprise (il l'appelle "La Baude"), le tyrannise et le met sous pression en permanence. Baudouin rêve de lui casser la gueule.
- M. de Montray : dirigeant de l'entreprise Corex où travaillent Baudouin et Jean-Marc. Passionné de squash, il en applique les principes dans sa vie professionnelle : "il faut être vif, attentif, endurant, et ne pas avoir peur de se prendre des coups."
- Eric Van Kamen : cancérologue réputé et ami de Luc, il accepte de mentir à Baudouin pour lui faire croire qu'il a un cancer incurable.
- Sonia : flirt d'adolescence de Baudouin, elle est considérée comme laide par les garçons de son âge. Fan de Céline Dion pendant son adolescence, elle deviendra fan d'Hélène Ségara à l'âge adulte.
- Florence : expatriée envoyée par son entreprise suisse à Cotonou, elle rêve d'ouvrir un restaurant. Elle deviendra la compagne de Baudouin, la mère de son enfant, et ouvrira un restaurant au Bénin.

## Genèse de l'œuvre
L'histoire de Baudouin rappelle celle de l'auteur Fabien Toulmé, qui a lui aussi changé de vie en quittant son métier d'ingénieur pour réaliser son rêve de devenir dessinateur. 